# Yongkang (Zhejiang)
Pour les articles homonymes, voir Yongkang.
Yongkang (永康 ; pinyin : Yǒngkāng) est une ville de la province du Zhejiang en Chine. C'est une ville-district placée sous la juridiction administrative de la ville-préfecture de Jinhua.

## Démographie
La population du district était de 527 855 habitants en 1999.